# Hurtigløb på skøjter under vinter-OL 2022
Hurtigløb på skøjter under vinter-OL 2022 afholdes i National Speed Skating Oval ("Ice Ribbon") i Beijing i perioden 5. og 19. februar 2022. Der vil blive konkurreret i 13 discipliner.

## Medaljeoversigt

### Medaljefordeling efter land
*   Værtsnation ( Kina)
| Rank               | Nation                    | Guld | Sølv | Bronze | Total |
| ------------------ | ------------------------- | ---- | ---- | ------ | ----- |
| 1                  | Holland                   | 6    | 4    | 2      | 12    |
| 2                  | Sverige                   | 2    | 0    | 0      | 2     |
| 3                  | Canada                    | 1    | 3    | 1      | 5     |
| 3                  | Japan                     | 1    | 3    | 1      | 5     |
| 5                  | USA                       | 1    | 0    | 2      | 3     |
| 5                  | Norge                     | 1    | 0    | 2      | 3     |
| 7                  | Belgien                   | 1    | 0    | 0      | 1     |
| 7                  | Kina*                     | 1    | 0    | 0      | 1     |
| 9                  | Sydkorea                  | 0    | 2    | 2      | 4     |
| 10                 | Italien                   | 0    | 1    | 2      | 3     |
| 11                 | Ruslands Olympiske Komité | 0    | 1    | 1      | 2     |
| 12                 | Tjekkiet                  | 0    | 0    | 1      | 1     |
| Total (12 nations) | Total (12 nations)        | 14   | 14   | 14     | 42    |

### Mænd
| Event               | Guld                                                                  | Guld            | Sølv                                                                             | Sølv     | Bronze                                                             | Bronze   |
| ------------------- | --------------------------------------------------------------------- | --------------- | -------------------------------------------------------------------------------- | -------- | ------------------------------------------------------------------ | -------- |
| 500 meter Herrer    | Gao Tingyu · Kina                                                     | 34.32 OR        | Cha Min-kyu · Sydkorea                                                           | 34.39    | Wataru Morishige · Japan                                           | 34.49    |
| 1.000 meter Herrer  | Thomas Krol · Holland                                                 | 1:07.92         | Laurent Dubreuil · Canada                                                        | 1:08.32  | Håvard Holmefjord Lorentzen · Norge                                | 1:08.48  |
| 1.500 meter Herrer  | Kjeld Nuis · Holland                                                  | 1:43.21         | Thomas Krol · Holland                                                            | 1:43.55  | Kim Min-seok · Sydkorea                                            | 1:44.24  |
| 5.000 meter Herrer  | Nils van der Poel · Sverige                                           | 6:08.84         | Patrick Roest · Holland                                                          | 6:09.31  | Hallgeir Engebråten · Norge                                        | 6:09.88  |
| 10.000 meter Herrer | Nils van der Poel · Sverige                                           | 12:30.74 WR, OR | Patrick Roest · Holland                                                          | 12:44.59 | Davide Ghiotto · Italien                                           | 12:45.98 |
| Massestart Herrer   | Bart Swings · Belgien                                                 | 63 point        | Chung Jae-won · Sydkorea                                                         | 40 point | Lee Seung-hoon · Sydkorea                                          | 20 point |
| Holdløb Herrer      | Norge · Hallgeir Engebråten · Peder Kongshaug · Sverre Lunde Pedersen | 3:38.08         | Ruslands Olympiske Komité · Daniil Aldoshkin · Sergey Trofimov · Ruslan Zakharov | 3:40.46  | USA · Casey Dawson · Emery Lehman · Joey Mantia · Ethan Cepuran[a] | 3:38.81  |

### Kvinder
| Event             | Guld                                                           | Guld       | Sølv                                           | Sølv     | Bronze                                                                             | Bronze   |
| ----------------- | -------------------------------------------------------------- | ---------- | ---------------------------------------------- | -------- | ---------------------------------------------------------------------------------- | -------- |
| 500 meter Damer   | Erin Jackson · USA                                             | 37.04      | Miho Takagi · Japan                            | 37.12    | Angelina Golikova · Ruslands Olympiske Komité                                      | 37.21    |
| 1.000 meter Damer | Miho Takagi · Japan                                            | 1:13.19 OR | Jutta Leerdam · Holland                        | 1:13.83  | Brittany Bowe · USA                                                                | 1:14.61  |
| 1.500 meter Damer | Ireen Wüst · Holland                                           | 1:53.28    | Miho Takagi · Japan                            | 1:53.72  | Antoinette de Jong · Holland                                                       | 1:54.82  |
| 3.000 meter Damer | Irene Schouten · Holland                                       | 3:56.93 OR | Francesca Lollobrigida · Italien               | 3:58.06  | Isabelle Weidemann · Canada                                                        | 3:58.64  |
| 5.000 meter Damer | Irene Schouten · Holland                                       | 6:43.51    | Isabelle Weidemann · Canada                    | 6:48.18  | Martina Sáblíková · Tjekkiet                                                       | 6:50.09  |
| Massestart Damer  | Irene Schouten · Holland                                       | 60 point   | Ivanie Blondin · Canada                        | 40 point | Francesca Lollobrigida · Italien                                                   | 20 point |
| Holdløb Damer     | Canada · Ivanie Blondin · Valérie Maltais · Isabelle Weidemann | 2:53.44 OR | Japan · Ayano Sato · Miho Takagi · Nana Takagi | 3:04.47  | Holland · Marijke Groenewoud · Irene Schouten · Ireen Wüst · Antoinette de Jong[a] | 2:56.86  |